# Vazaha toamasina
Vazaha toamasina là một loài nhện trong họ Cyatholipidae. Chúng là loài duy nhất trong chi Vazaha.